# Eilema oblonga
Eilema oblonga är en fjärilsart som beskrevs av Butler 1877. Eilema oblonga ingår i släktet Eilema och familjen björnspinnare. Inga underarter finns listade i Catalogue of Life.